# Robert Wilhelm Bunsen
Robert Wilhelm Eberhard Bunsen (31. března 1811 Göttingen – 16. srpna 1899 Heidelberg) byl německý chemik. Vynalezl či zlepšil mnoho součástí laboratorního vybavení, jako například po něm pojmenovaný Bunsenův kahan, fotometr, spektroskop.

## Život
Byl profesorem na univerzitách v v Marburgu, ve Vratislavi a v Heidelbergu. Roku 1834 objevil, že se dá hydroxid železnatý použít proti otravě arsenem. Roku 1836 studoval kakodylové deriváty.
Poté se stal zakladatelem analýzy plynů (jeho výsledky byly použity k vylepšení vysokých pecí) a německé fyzikální chemie. V roce 1841 vylepšením galvanického prvku W. Grovea z roku 1839 objevil „Bunsenův prvek“ (elektrochemickou baterii), což mu mimo jiné umožnilo oddělit větší množství hliníku a hořčíku. Později založil jodometrii, vyvinul Bunsenův kahan (1855), výzkumem třaskavého chlorového plynu založil vědeckou fotochemii. Společně s Gustavem Kirchhoffem rozvinul spektrální analýzu. Pomocí spektrální analýzy v letech 1860–1861 objevili dva nové chemické prvky (cesium a rubidium).

## Ocenění
- 1851: zvolen členem Německé akademie věd Leopoldina
- 1855: zvolen členem göttingenské Akademie věd[7]
- 1862: zvolen členem korespondentem Ruské akademie věd
- 1864: propůjčen řád Pour le Mérite za vědu a umění (17. srpna 1864[8]
- 1864: zvolen členem American Academy of Arts and Sciences
- 1875: jmenován zahraničním členem Accademia dei Lincei v Římě
- 1881: jmenován četným členem Nassauischer Verein für Naturkunde
- 1908: odhalena bronzová socha v Heidelbergu, autor Hermann Volz
- 1964: po Bunsenovi byl pojmenován kráter na severozápadním okraji přivrácené strany Měsíce – Bunsen
- 2011: pamětní deska na budově laboratoří v Heidelbergu, v rámci programu „Historická místa chemie“ (Historische Stätten der Chemie) „Německé chemické společnosti“ (Gesellschaft Deutscher Chemiker).

## Galerie

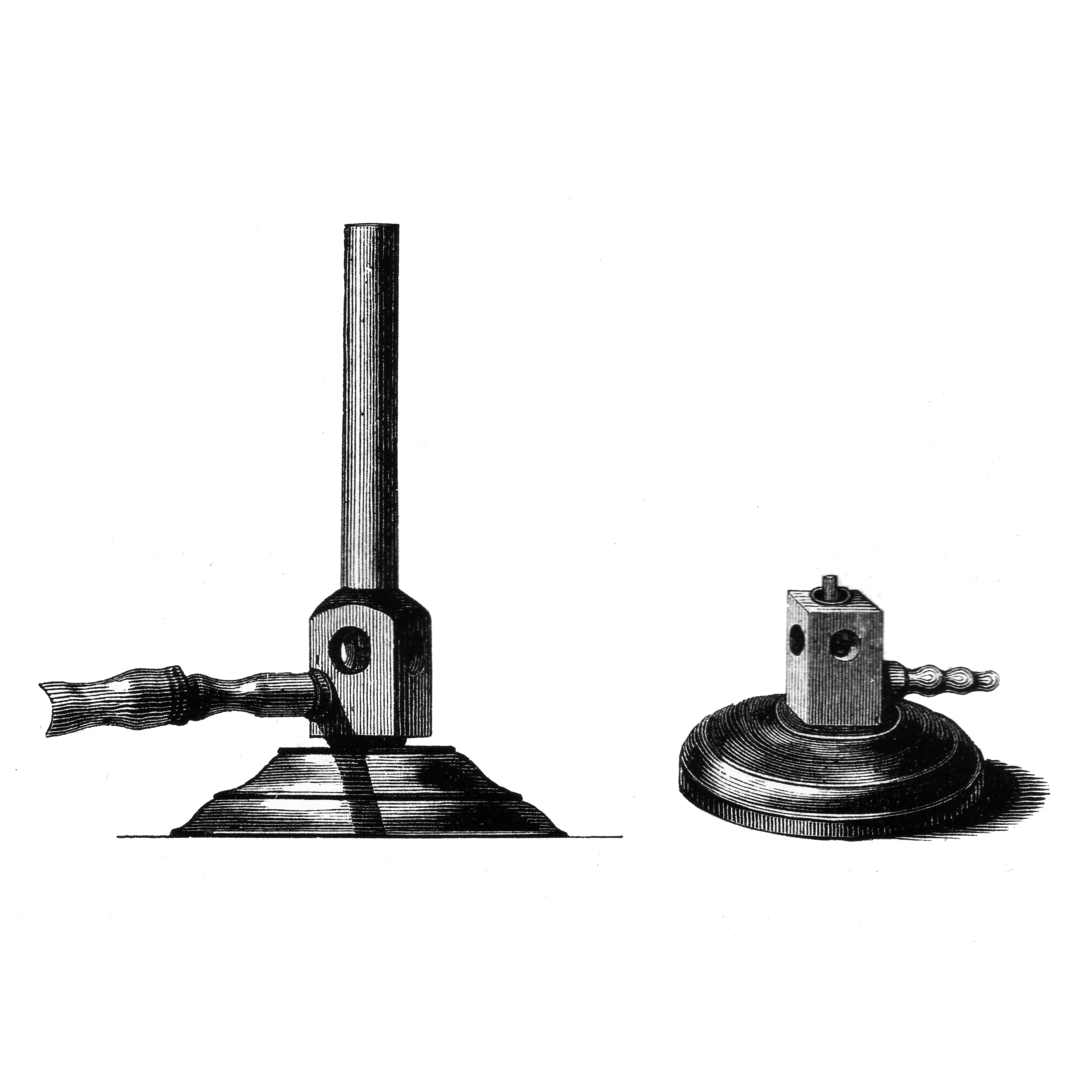
Bunsenův kahan
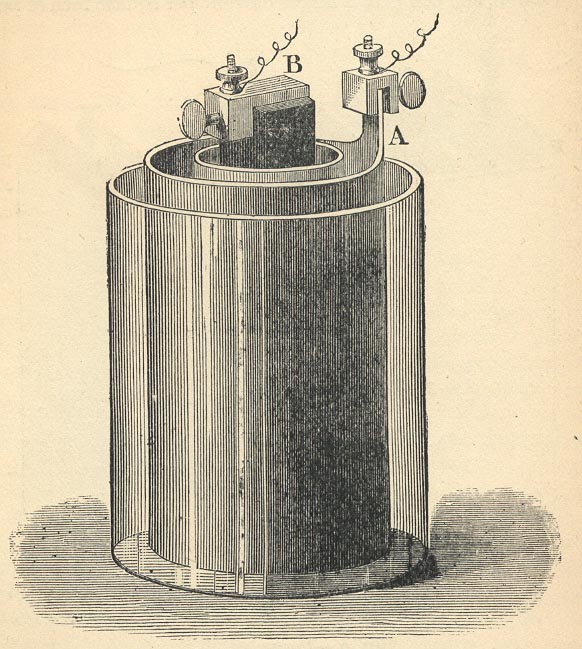
Přístroj pro elektro-rafinaci a elektro-pokovování
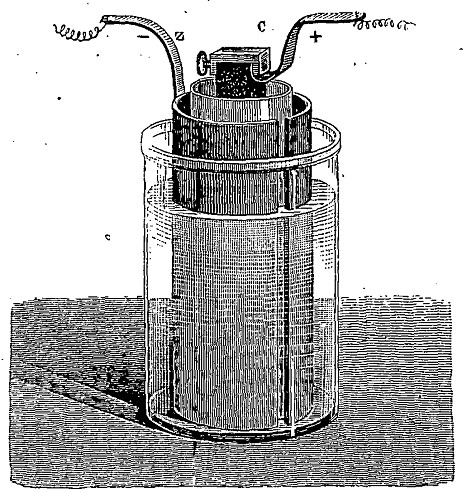
Pile Archereau – Archereauův článek